# Skibob-Weltmeisterschaften 2019
Die 40. Skibob-Weltmeisterschaften fanden von 21. bis 24. März 2019 am Nassfeld im österreichischen Bundesland Kärnten statt. Ausgetragen wurden die Disziplinen Super-G, Riesenslalom und Slalom. Medaillen wurden außerdem in der Kombinationswertung vergeben. Für die Organisation zeichnete der Sportverein Tröpolach verantwortlich.

## Teilnehmer
Teilnehmerländer und Anzahl der Starter in Klammern:
| Europa (7 Länder)                                                                | Europa (7 Länder)                                                                      | Europa (7 Länder) |
| -------------------------------------------------------------------------------- | -------------------------------------------------------------------------------------- | ----------------- |
| - Albanien (1) - Deutschland (18) - Irland (1) - Luxemburg (7) - Österreich (62) | - Polen (4) - Schweiz (12) - Tschechien (22) - Türkei (1) - Vereinigtes Königreich (2) |                   |
| Amerika (1 Land)                                                                 |                                                                                        |                   |
| - Brasilien (1)                                                                  |                                                                                        |                   |

## Medaillenspiegel
Berücksichtigt sind nur die Rennen in der allgemeinen Klasse.
| Platz | Land        |   |   |   |    |
| ----- | ----------- | - | - | - | -- |
| 1     | Tschechien  | 8 | 3 | 2 | 13 |
| 2     | Österreich  | – | 3 | 4 | 7  |
| 3     | Schweiz     | – | 2 | 1 | 3  |
| 4     | Deutschland | – | – | 1 | 1  |

## Herren

### Super-G
| Platz | Land | Sportler           | Zeit (min) |
| ----- | ---- | ------------------ | ---------- |
| 01    | CZE  | Pavel Čiháček      | 1:17,16    |
| 02    | AUT  | Joachim Knauß      | 1:17,99    |
| 03    | SUI  | Björn Walter       | 1:19,39    |
| 04    | AUT  | Markus Achleitner  | 1:19,72    |
| 05    | SUI  | Franz Tschümperlin | 1:19,94    |
| 06    | CZE  | Aleš Housa         | 1:20,44    |
| 07    | AUT  | Roland Wlezcek     | 1:20,94    |
| 08    | AUT  | Christian Ablinger | 1:21,09    |
| 09    | AUT  | Martin Gastl       | 1:21,11    |
| 10    | CZE  | Ondřej Pavlíček    | 1:21,53    |

Datum: 22. März, 9:00 Uhr

Strecke: Söllehang

Starthöhe: 1815 m, Zielhöhe: 1485 m

Höhenunterschied: 330 m, Länge: 1750 m

Kurssetzer: Bernd Zobel (AUT), 39 Tore
41 Sportler am Start, davon 37 klassiert

Disqualifiziert u. a.: Gerfried Seeber (AUT)
Titelverteidiger:  Pavel Čiháček

### Riesenslalom
| Platz | Land | Sportler           | Zeit (min) |
| ----- | ---- | ------------------ | ---------- |
| 01    | CZE  | Pavel Čiháček      | 1:39,85    |
| 02    | AUT  | Joachim Knauß      | 1:41,33    |
| 03    | AUT  | Gerfried Seeber    | 1:41,81    |
| 04    | SUI  | Björn Walter       | 1:43,14    |
| 05    | AUT  | Markus Achleitner  | 1:43,76    |
| 06    | CZE  | Ondřej Pavlíček    | 1:44,12    |
| 07    | SUI  | Franz Tschümperlin | 1:44,22    |
| 08    | AUT  | Leonhard Wegmayr   | 1:45,35    |
| 09    | AUT  | Roland Wlezcek     | 1:45,66    |
| 10    | AUT  | Martin Gutjahr     | 1:45,69    |

Datum: 22. März, 12:30 Uhr bzw. 15:30 Uhr

Strecke: Söllehang

Starthöhe: 1740 m, Zielhöhe: 1485 m

Höhenunterschied: 255 m, Länge: 1250 m

Kurssetzer 1. Durchgang: Fritz Coloini (AUT), 35 Tore

Kurssetzer 2. Durchgang: Willy Hediger (SUI), 35 Tore
41 Sportler am Start, davon 34 klassiert

Disqualifiziert u. a.: Marc Frapporti (LUX)
Titelverteidiger:  Pavel Čiháček

### Slalom
| Platz | Land | Sportler           | Zeit (min) |
| ----- | ---- | ------------------ | ---------- |
| 01    | CZE  | Pavel Čiháček      | 1:34,10    |
| 02    | SUI  | Björn Walter       | 1:37,09    |
| 03    | AUT  | Markus Achleitner  | 1:37,32    |
| 04    | AUT  | Martin Gutjahr     | 1:37,68    |
| 05    | SUI  | Franz Tschümperlin | 1:38,00    |
| 06    | CZE  | Michal Pasler      | 1:39,41    |
| 07    | CZE  | Ondřej Pavlíček    | 1:39,92    |
| 08    | AUT  | Leonhard Wegmayr   | 1:40,23    |
| 09    | CZE  | Aleš Housa         | 1:40,46    |
| 10    | AUT  | Roland Wlezcek     | 1:41,25    |

Datum: 23. März, 9:00 Uhr bzw. 12:30 Uhr

Strecke: Söllehang

Starthöhe: 1620 m, Zielhöhe: 1485 m

Höhenunterschied: 135 m, Länge: 540 m

Kurssetzer 1. Durchgang: Bernd Zobel (AUT), 35 Tore

Kurssetzer 2. Durchgang: Pavel Hlaváč (CZE)
41 Sportler am Start, davon 30 klassiert

Ausgeschieden u. a.: Christian Ablinger (AUT), Pavel Hlaváč (CZE), disqualifiziert u. a.: Gerfried Seeber (AUT)
Titelverteidiger:  Pavel Čiháček

### Kombination
| Platz | Land | Sportler           | Zeit (min) |
| ----- | ---- | ------------------ | ---------- |
| 01    | CZE  | Pavel Čiháček      | 4:31,11    |
| 02    | SUI  | Björn Walter       | 4:39,62    |
| 03    | AUT  | Markus Achleitner  | 4:40,80    |
| 04    | SUI  | Franz Tschümperlin | 4:42,16    |
| 05    | AUT  | Martin Gutjahr     | 4:45,17    |
| 06    | CZE  | Ondřej Pavlíček    | 4:45,57    |
| 07    | CZE  | Aleš Housa         | 4:46,89    |
| 08    | AUT  | Roland Wlezcek     | 4:47,85    |
| 09    | AUT  | Leonhard Wegmayr   | 4:47,90    |
| 10    | AUT  | Lukas Kalinitsch   | 4:51,17    |

Das Ergebnis der Kombination setzt sich aus den addierten Zeiten von Super-G, Riesenslalom und Slalom zusammen.

26 Sportler klassiert
Titelverteidiger:  Pavel Čiháček

## Damen

### Super-G
| Platz | Land | Sportler                      | Zeit (min) |
| ----- | ---- | ----------------------------- | ---------- |
| 01    | CZE  | Aneta Havlíčková              | 1:21,58    |
| 02    | AUT  | Lisa Zaff                     | 1:21,74    |
| 03    | CZE  | Gabriela Jašková              | 1:21,95    |
| 04    | CZE  | Stanislava Preclíková         | 1:23,77    |
| 05    | GER  | Silvia Steininger             | 1:25,55    |
| 06    | AUT  | Sarah Gruber                  | 1:27,54    |
| 07    | AUT  | Nina Knapp                    | 1:30,36    |
| 08    | AUT  | Michelle Schwaiger            | 1:35,65    |
| 09    | BRA  | Christiane Driemeyer-Stenchly | 1:43,39    |

Datum: 22. März, 9:00 Uhr

Strecke: Söllehang

Starthöhe: 1815 m, Zielhöhe: 1485 m

Höhenunterschied: 330 m, Länge: 1750 m

Kurssetzer: Bernd Zobel (AUT), 39 Tore
9 Sportlerinnen am Start, davon 9 klassiert

Titelverteidigerin:  Claudia Hartl

### Riesenslalom
| Platz | Land | Sportler                      | Zeit (min) |
| ----- | ---- | ----------------------------- | ---------- |
| 01    | CZE  | Gabriela Jašková              | 1:47,65    |
| 02    | CZE  | Aneta Havlíčková              | 1:47,82    |
| 03    | CZE  | Stanislava Preclíková         | 1:49,78    |
| 04    | GER  | Silvia Steininger             | 1:53,73    |
| 05    | AUT  | Sarah Gruber                  | 1:53,93    |
| 06    | AUT  | Nina Knapp                    | 1:58,84    |
| 07    | AUT  | Michelle Schwaiger            | 2:09,52    |
| 08    | BRA  | Christiane Driemeyer-Stenchly | 2:20,49    |

Datum: 22. März, 12:30 Uhr bzw. 15:30 Uhr

Strecke: Söllehang

Starthöhe: 1740 m, Zielhöhe: 1485 m

Höhenunterschied: 255 m, Länge: 1250 m

Kurssetzer 1. Durchgang: Fritz Coloini (AUT), 35 Tore

Kurssetzer 2. Durchgang: Willy Hediger (SUI), 35 Tore
9 Sportlerinnen am Start, davon 8 klassiert

Ausgeschieden: Lisa Zaff (AUT)
Titelverteidigerin:  Stanislava Preclíková

### Slalom
| Platz | Land | Sportler                      | Zeit (min) |
| ----- | ---- | ----------------------------- | ---------- |
| 01    | CZE  | Stanislava Preclíková         | 1:42,01    |
| 02    | CZE  | Aneta Havlíčková              | 1:44,25    |
| 03    | AUT  | Lisa Zaff                     | 1:48,60    |
| 04    | GER  | Silvia Steininger             | 1:52,89    |
| 05    | AUT  | Sarah Gruber                  | 1:53,77    |
| 06    | AUT  | Nina Knapp                    | 2:10,71    |
| 07    | BRA  | Christiane Driemeyer-Stenchly | 2:29,81    |

Datum: 23. März, 9:00 Uhr bzw. 12:30 Uhr

Strecke: Söllehang

Starthöhe: 1620 m, Zielhöhe: 1485 m

Höhenunterschied: 135 m, Länge: 540 m

Kurssetzer 1. Durchgang: Bernd Zobel (AUT), 35 Tore

Kurssetzer 2. Durchgang: Pavel Hlaváč (CZE)
9 Sportlerinnen am Start, davon 7 klassiert

Titelverteidigerin:  Stanislava Preclíková

### Kombination
| Platz | Land | Sportler                      | Zeit (min) |
| ----- | ---- | ----------------------------- | ---------- |
| 01    | CZE  | Aneta Havlíčková              | 4:53,65    |
| 02    | CZE  | Stanislava Preclíková         | 4:55,56    |
| 03    | GER  | Silvia Steininger             | 5:12,17    |
| 04    | AUT  | Sarah Gruber                  | 5:15,24    |
| 05    | AUT  | Nina Knapp                    | 5:39,91    |
| 06    | BRA  | Christiane Driemeyer-Stenchly | 6:33,69    |

Das Ergebnis der Kombination setzt sich aus den addierten Zeiten von Super-G, Riesenslalom und Slalom zusammen.

6 Sportlerinnen klassiert
Titelverteidigerin:  Stanislava Preclíková

## Altersklassen
Neben den Herren- und Damenrennen in der allgemeinen Klasse wurden in allen Disziplinen auch die Weltmeister in den Altersklassen Schüler 1 (weiblich und männlich), Schüler 2 (weiblich und männlich), Jugend (weiblich und männlich), AK 1 (nur männlich), AK 2 (weiblich und männlich), AK 3 und AK 4 (beide nur männlich) ermittelt.